# مرصد الطيور في القدس
مرصد الطيور في القدس
هو محمية طيور حضرية في فلسطين ، تقع على مساحة خمسة آلاف متر مربع 5,000 م2 (54,000 قدم2) قطعة أرض في وسط القدس. بين الكنيست والمحكمة العليا . 